# Dymasius flavimembris
Dymasius flavimembris là một loài bọ cánh cứng trong họ Cerambycidae.